# Asteia antennata
Asteia antennata är en tvåvingeart som först beskrevs av Curtis W. Sabrosky 1943.  Asteia antennata ingår i släktet Asteia och familjen smalvingeflugor. Inga underarter finns listade i Catalogue of Life.